# Potencjał sedymentacji

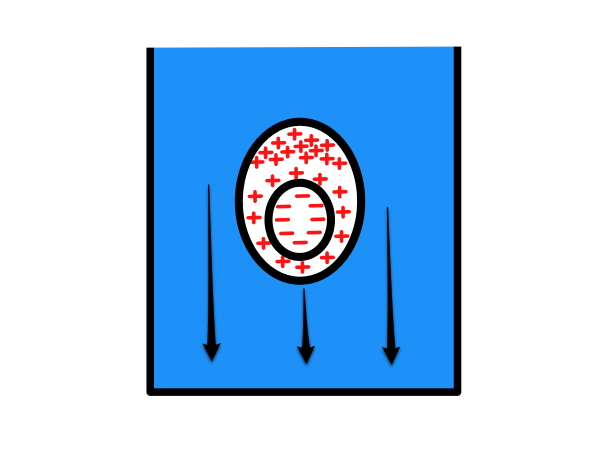
Schemat ilustrujący zjawisko polaryzacji elektrycznej w czasie opadania cząstki otoczonej elektryczną warstwą podwójną

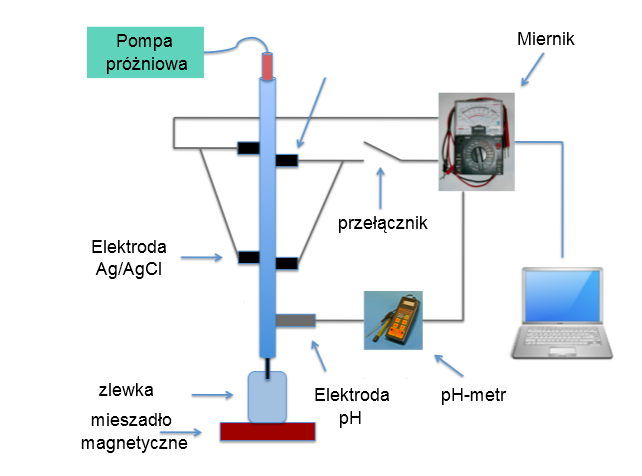
Schemat układu pomiarowego do oznaczeń potencjału sedymentacji

Potencjał sedymentacji (efekt Dorna, potencjał elektroforetyczny, potencjał osiadania) – jedno ze zjawisk elektrokinetycznych związanych z występowaniem na granicach międzyfazowych potencjału dzeta (elektrokinetycznego), polegające na powstawaniu napięcia elektrycznego w czasie przemieszczania się w rozpuszczalnikach cząstek otoczonych elektryczną warstwą podwójną, np. w czasie sedymentacji lub odwirowywania cząstek koloidów lub zawiesin mineralnych.
Zjawisko zostało zaobserwowane na początku XX wieku (1903–1921) przez Dorna i Billitera, a pierwsze pomiary ilościowe opublikował J. Stock. Technika pomiarów została udoskonalona w latach 40. przez J.D. Quista i E.R. Washburna, którzy zastosowali szklaną kolumnę sedymentacyjną z rozmieszczonymi na różnych wysokościach bocznymi rurkami, umożliwiającymi   wprowadzanie elektrod pomiarowych.   
Zgodnie z równaniem Smoluchowskiego wartość potencjału sedymentacji (oznaczanego m.in. symbolem  Es, Esed) jest równa:
{\displaystyle E_{s}={\frac {4\pi \zeta \varepsilon cr^{3}(\rho _{1}-\rho _{2})gh}{3\eta \chi }}}
gdzie:
- ξ – potencjał elektrokinetyczny,
- h – różnica poziomów warstw cieczy,
- ρ1, ρ1 – gęstości fazy rozproszonej i rozpraszającej,
- c – stężenie cząstek fazy rozproszonej (liczba cząstek w jednostce objętości),
- g – przyspieszenie ziemskie,
- r – promień cząstki,
- χ – przewodność elektrolityczna cieczy,
- η – Lepkość cieczy.

Pomiary potencjału sedymentacji są prowadzone w celu wyznaczenia wartości potencjałów elektrokinetycznych, ważnych m.in. z punktu widzenia badań stabilności układów koloidalnych (zob. np. punkt izoelektryczny, koagulacja) lub prowadzenia procesów przetwarzania kopalin np. metodami flotacji.